# USS Indiana (BB-58)
USS Indiana (BB-58) byla bitevní loď námořnictva Spojených států amerických sloužící v letech 1942 až 1947. Byla to druhá jednotka třídy South Dakota.

## Stavba
20. listopadu 1939 byl položen kýl lodi Indiana v loděnici Newport News Shipbuilding. Hotový trup lodi byl 21. listopadu 1941 pokřtěn dcerou guvernéra Indiany a poté spuštěn na vodu. Indiana byla v dubnu 1942 dokončena a 30. dubna 1942 byla uvedena do služby. První velícím důstojníkem lodi se stal Aaron S. Merrill.

## Výzbroj
Hlavní výzbroj Indiany tvořily 3 tříhlavňové střelecké věže s děly Mk 6, která měla ráži 406 mm a dostřel 37 km. Sekundární výzbroj tvořilo 10 dvojhlavňových víceúčelových děl Mk 12 ráže 127 mm. Protivzdušnou obranu tvořilo 7 čtyřhlavňových kanónů Bofors ráže 40 mm a 35 kanónů Oerlikon ráže 20 mm. Indiana také nesla 3 hydroplány Vought OS2U Kingfisher, které dosahovaly maximální rychlosti 275 km/h.